# 9 Air
9 Air Co., Ltd., operante come 9 Air, (cinese: 九元航空; pinyin: Jiǔyuán Hángkōng; Jyutping: gau jyun hong hung) è una compagnia aerea a basso costo cinese con sede vicino a Canton, in Cina, creata come controllata di Juneyao Airlines nel 2014.
9 Air è la prima e unica compagnia aerea low cost della Cina centrale e meridionale, con l'aeroporto di Canton-Baiyun come base operativa principale. Ha lanciato con successo il suo primo volo il 2 dicembre 2014 e ha ufficialmente iniziato le operazioni commerciali il 15 gennaio 2015.
Juneyao Airlines possiede attualmente il 95,24% di azioni di 9 Air Co Ltd e il restante 4,76% è di proprietà di Ji Guangping.

## Storia
Le operazioni sono state avviate il 15 gennaio 2015 per la rotta Canton-Wenzhou-Harbin.
Il 30 agosto 2014, il primo aereo di 9 Air è arrivato a Canton, un Boeing 737-8GP(WL) con numero di coda B-1715 noleggiato da CMIG Aviation Leasing.
Il 15 luglio 2016, Boeing ha consegnato il primo aereo di proprietà di 9 Air nell'anniversario del suo centesimo compleanno. Per questo Boeing 737-800, 9 Air e Boeing hanno scelto un'edizione speciale commemorativa della livrea con una coda dorata.
Il 23 gennaio 2018, il test del servizio Internet Wi-Fi di 9 Air sui Boeing 737 ha avuto successo. 9 Air è diventata la prima compagnia aerea nazionale a ottenere l'accesso Wi-Fi in volo su aeromobili a fusoliera stretta. Il 30 ottobre 2018, il 17° nuovo aereo e il primo 737MAX sono arrivati a Canton.
L'8 luglio 2019, 9 Air ha lanciato un volo diretto da Canton a Sihanoukville, in Cambogia, diventando la prima compagnia aerea cinese a operare questa rotta, interrotta poi a giugno 2020.
Il 17 marzo 2020, 9 Air ha effettuato il primo volo charter cargo tra la Cina e il Myanmar e ha ricevuto la richiesta di assistenza della Camera di commercio cinese in Myanmar. Il volo AQ1359 Canton-Yangon ha consegnato i materiali necessari per garantire il normale funzionamento e la stabilità degli stabilimenti locali e dei lavoratori cinesi d'oltremare. Il 19 marzo 2020, 4 voli di soccorso sono stati inviati rispettivamente da Shenzhen e Canton e 573 cittadini dell'Hubei bloccati in Thailandia sono stati in grado di tornare a casa sani e salvi.
Il 31 marzo 2020, 9 Air ha ottenuto con successo la qualifica per le operazioni cargo dalla CAAC.

## Flotta

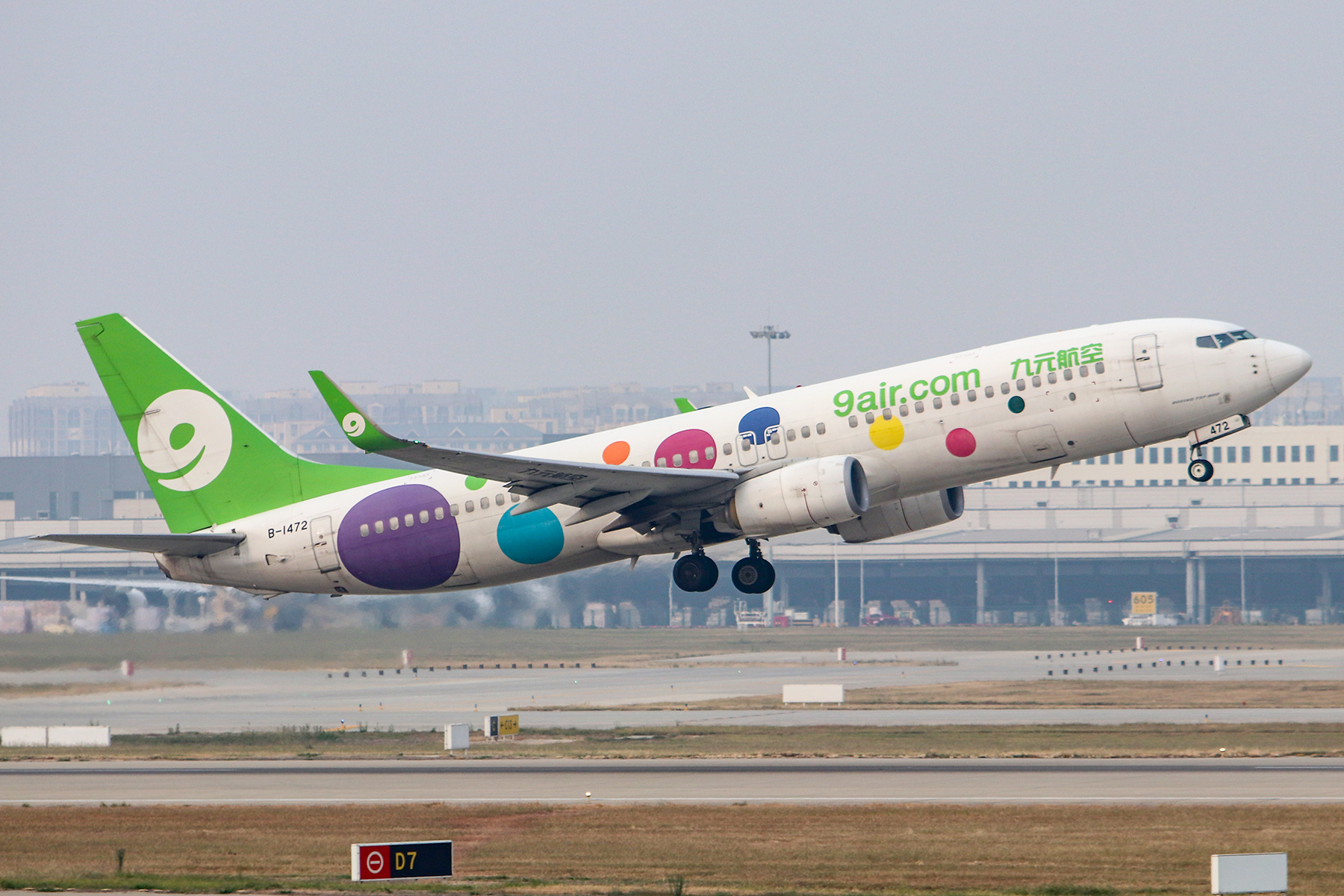
Un Boeing 737-800.

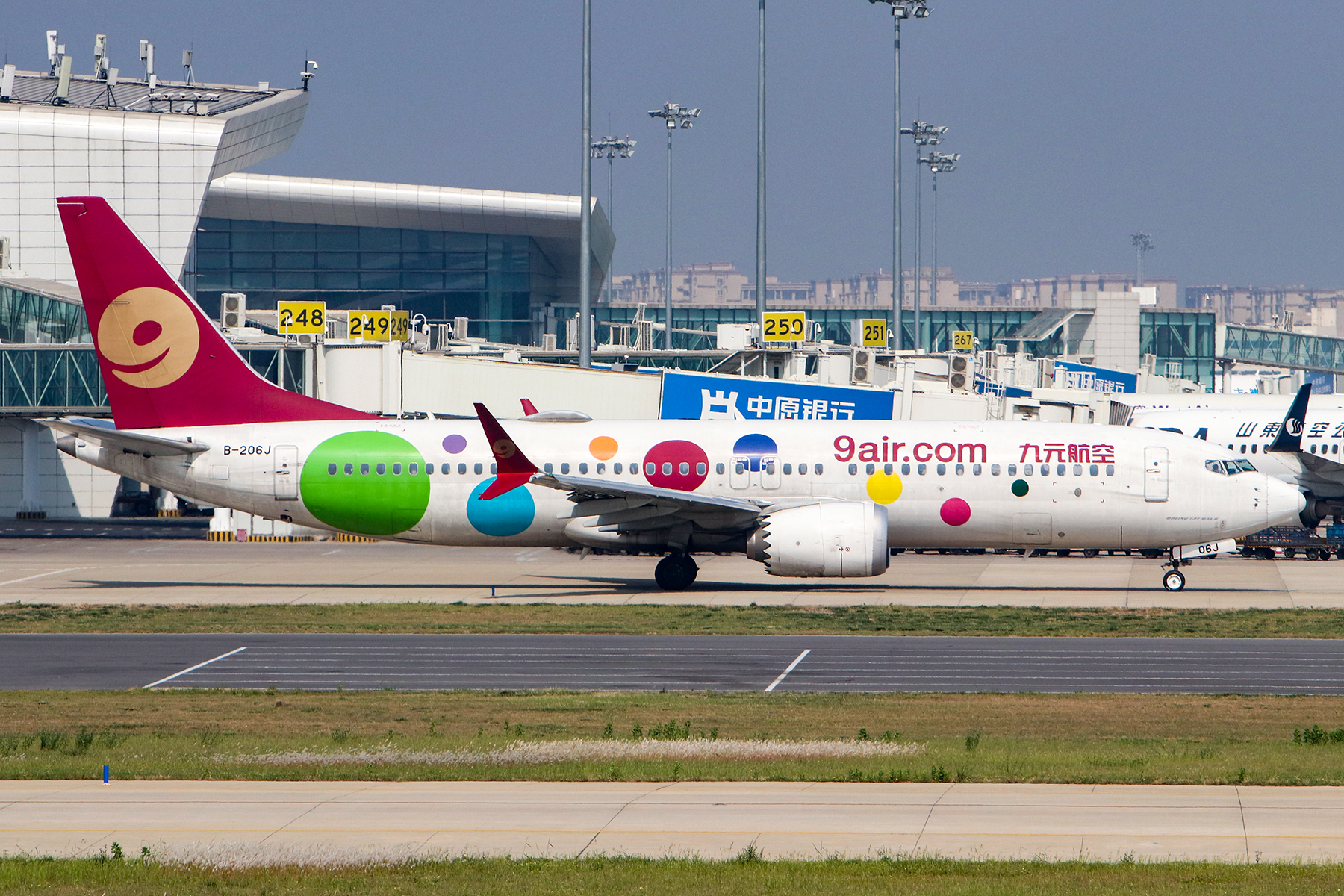
Un Boeing 737 MAX 8.

Ad ottobre 2024, la flotta di 9 Air è così composta: